# Anna Goloubkina
Anna Goloubkina (en russe : Анна Семёновна Голубкина), née le 16 janvier 1864 (28 janvier dans le calendrier grégorien) à Zaraïsk, dans le gouvernement de Riazan (Empire russe) et morte le 7 septembre 1927 à Zaraïsk (Union soviétique), est une sculptrice russe et soviétique. Elle est considérée comme une artiste majeure de l’Âge d'argent.

## Biographie
Issue d’une famille de cultivateurs maraîchers vieux-croyants, elle réussit à être la première femme à étudier à l’École de peinture, de sculpture et d'architecture de Moscou, notamment auprès de Sergueï Ivanov. À Paris, où elle séjourne à plusieurs reprises, elle fréquente l’atelier d’Auguste Rodin. Celui-ci l’aide à trouver sa voie personnelle. Elle lui écrit dans une lettre : «  vous m’avez donné le pouvoir de vivre ». Elle expose La Vieillesse au Salon d’Automne de 1899. Elle est la première des sculptrices et sculpteurs russes à recevoir le prix du Salon de peinture et de sculpture de Paris. En Russie, fréquentant les cercles socialistes, participant, selon ses moyens, au financement de partis, elle est un temps emprisonnée pour s’être impliquée dans la Révolution de 1905. Sa maison de Zaraïsk est devenue, cinq ans après sa mort, un musée. Le musée des beaux-arts Pouchkine lui a dédié une exposition.

## Hommages
Le cratère vénusien Golubkina a été nommé en son honneur.